# Monterrubio de la Demanda
Monterrubio de la Demanda é um município da Espanha na província de Burgos, comunidade autónoma de Castela e Leão, de área 15,19 km² com população de 100 habitantes (2004) e densidade populacional de 6,58 hab/km².

## Demografia
| Variação demográfica do município entre 1991 e 2004 | Variação demográfica do município entre 1991 e 2004 | Variação demográfica do município entre 1991 e 2004 | Variação demográfica do município entre 1991 e 2004 |
| --------------------------------------------------- | --------------------------------------------------- | --------------------------------------------------- | --------------------------------------------------- |
| 1991                                                | 1996                                                | 2001                                                | 2004                                                |
| 94                                                  | 95                                                  | 96                                                  | 100                                                 |